# 衛生局 (澳門)
衛生局 ，OMP（葡文縮寫：SS；澳門回歸前稱為衛生司）是專責澳門的醫療衛生的公共部門，統籌全澳醫療服務，制定及執行醫療衛生政策。衛生局是具有行政、財政及財產自治權的公共機構，並受澳門特別行政區政府社會文化司監督。衛生局轄下的醫院為仁伯爵綜合醫院以及各間衛生中心。現任衛生局局長為羅奕龍。

## 職能
為協調和管理衛生領域的公共或私人參與人的活動、提供保障澳門特別行政區居民健康所需的社區及專科醫療衛生服務，以及執行預防疾病及推廣衛生所需工作。

## 職責
衛生局之職責為：
1. 就推廣及保障衛生以及預防疾病，準備及執行所需之工作；
2. 提供社區及專科衛生護理服務，並與其他有權限之機構緊密合作，以促進病人康復及重返社會；
3. 進行衛生科學方面之研究，以及培訓及協助培訓醫療人員；
4. 監督及援助從事衛生活動之實體；
5. 向澳門特別行政區之衛生單位提供技術援助；
6. 提供法醫服務；
7. 推動公共或私人領域的醫療服務提供者之間傳送與健康有關的個人資料，並透過電子健康紀錄平台處理有關資料；
8. 為適用法律之規定，對患病及無能力之情況進行審查或確認。

## 組織法例
- 第24/86/M號法令（1986年3月15日《澳門政府公報》）訂定澳門居民取得衛生護理規則。經一九八六年十一月十日第51/86/M號法令部分廢止及一九八九年十月九日第68/89/M號法令修改。附件的醫療及醫務輔助之行為及服務表經一九九九年三月十五日第9/99/M號法令調整。
- 第273/90/M號訓令（1990年12月31日《澳門政府公報》）核准衛生中心規章。
- 第81/99/M號法令（1999年11月15日《澳門政府公報》）重組衛生局之組織結構 － 經第34/2011號行政法規修改。
- 第11/2011號行政法規（2011年6月20日《澳門特別行政區公報》）執行國際衛生條例(2005)的制度。
- 第56/2011號行政命令（2011年8月30日《澳門特別行政區公報》）修改衛生局人員編制內的高級衛生技術員組別﹑衛生技術人員組別﹑衛生專業技術人員組別﹑助理服務人員組別及工人組別。
- 第57/2011號行政命令（2011年8月30日《澳門特別行政區公報》）修改衛生局人員編制內的醫生職程人員組別及醫院行政人員組別。
- 第58/2011號行政命令（2011年8月30日《澳門特別行政區公報》）衛生局的人員編制。
- 第34/2011號行政法規（2011年11月21日《澳門特別行政區公報》）修改衛生局的組織及運作。
- 第98/2015號行政長官批示（2015年5月18日《澳門特別行政區公報》）訂定各衛生中心的地區劃分。
- 第24/2018號行政法規（2018年10月3日《澳門特別行政區公報》）修改衛生局的組織及運作。
- 第27/2019號行政長官批示（2019年3月4日《澳門特別行政區公報》）核准《醫學專科學院規章》。
- 第36/2021號行政法規（2021年10月25日《澳門特別行政區公報》）修改十一月十五日第81/99/M號法令。
- 第88/2022號行政長官批示（2022年6月6日《澳門特別行政區公報》）關於在澳門半島及離島提供社區醫療衛生服務的衛生中心，以及其地區劃分。
- 第66/2022號社會文化司司長批示（2022年9月26日《澳門特別行政區公報》）核准《醫學專科學院規章》。
- 第26/2023號行政法規（2023年7月17日《澳門特別行政區公報》）修改十一月十五日第81/99/M號法令。

## 歷任局長
- 申道恕（1999年12月20日－2001年3月31日）
- 瞿國英（2001年4月1日－2008年3月31日）
- 李展潤（2008年4月1日－2021年3月31日）
- 羅奕龍（2021年4月1日-）

## 醫療服務系統

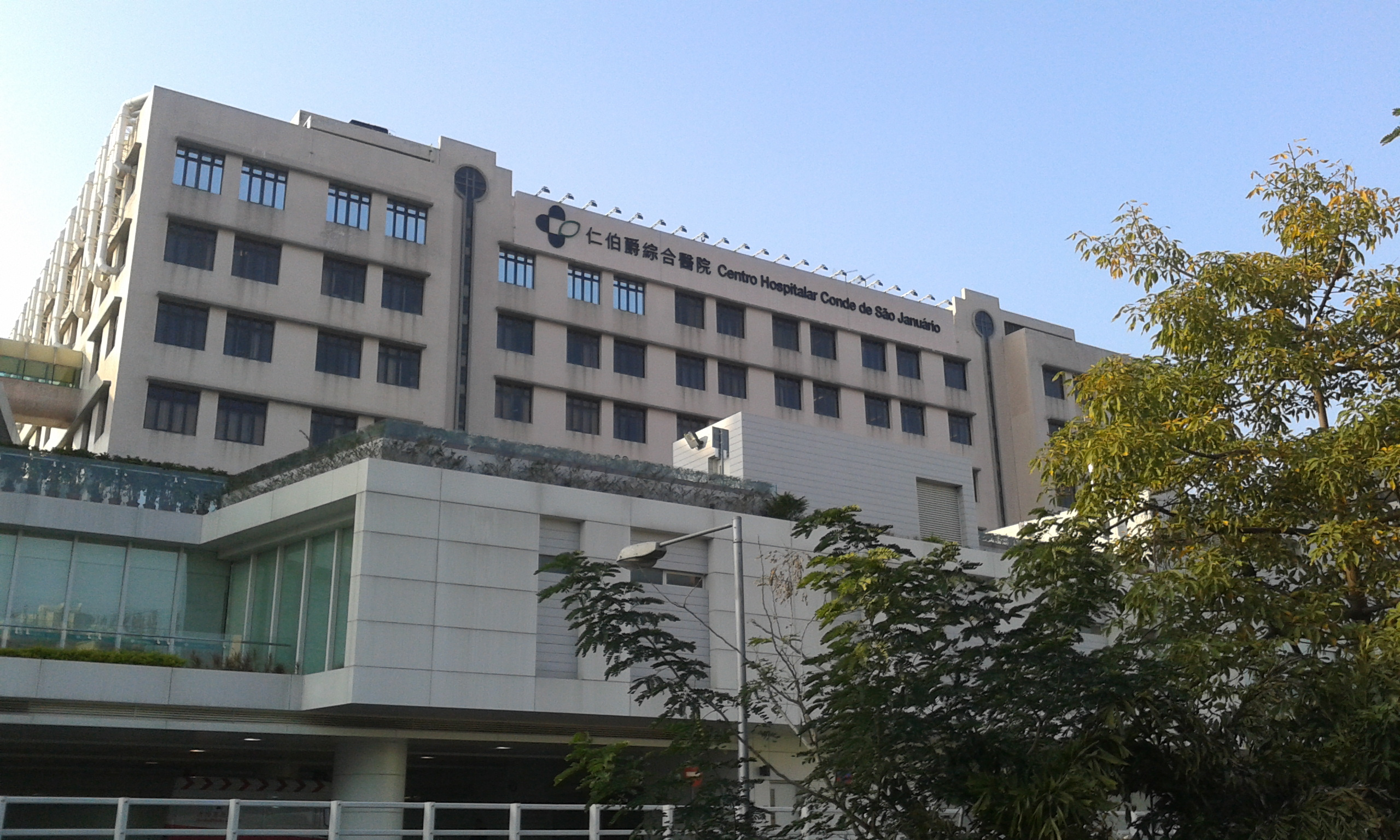
仁伯爵綜合醫院

主要包括提供專科醫療服務的仁伯爵綜合醫院和社區醫療衛生服務的衛生中心。擁有超過150年歷史的仁伯爵綜合醫院具備現代化的醫療設備，以急診、住院及門診之形式提供專科診治及康復護理；社區醫療衛生服務網絡，由分佈於不同社區的 9 間衛生中心及3個衛生站組成，為澳門居民提供免費的社區醫療衛生服務。
另外，疾病預防及控制中心則肩負著監測流行病、推動和促進健康教育、食物衛生、結核病防治、病媒控制、環境衛生、職業衛生和社區衛生監察等公共衛生範疇的職責。

### 仁伯爵綜合醫院
仁伯爵綜合醫院由5幢大樓組成，包括內外科大樓、婦兒科大樓、門診大樓、急診大樓以及公共衛生專科大樓。佔地 36,630平方米，建築面積 103,258平方米。

### 衛生部門
| 部門名稱           | 地址                                                               |
| ------------------ | ------------------------------------------------------------------ |
| 仁伯爵綜合醫院     | 澳門若憲馬路                                                       |
| 結核病防治中心     | 澳門得勝馬路40號                                                   |
| 疾病預防及控制中心 | 澳門何賢紳士大馬路政府(青茂)辦公大樓18樓                           |
| 公共衛生化驗所     | 澳門白頭馬路8號公共衛生化驗所大樓                                  |
| 捐血中心           | 澳門新口岸宋玉生廣場335號至341號獲多利中心2樓                      |
| 防控煙酒辦公室     | 澳門下環街下環街社會服務綜合大樓三樓                               |
| 醫務活動牌照處     | 澳門青洲新街青怡大廈第一座2樓(即青洲衛生中心現址)                  |
| 醫學專科學院       | 澳門宋玉生廣場411-417號皇朝廣場2樓                                 |
| 護理專科委員會     | 澳門若憲馬路仁伯爵綜合醫院內外科大樓 C1 層遠程醫療會診中心會議室旁 |

#### 衛生中心
衛生中心是組成澳門醫療服務系統社區醫療衛生服務網絡重要的衛生部門，附屬於衛生局社區醫療衛生範疇當中。

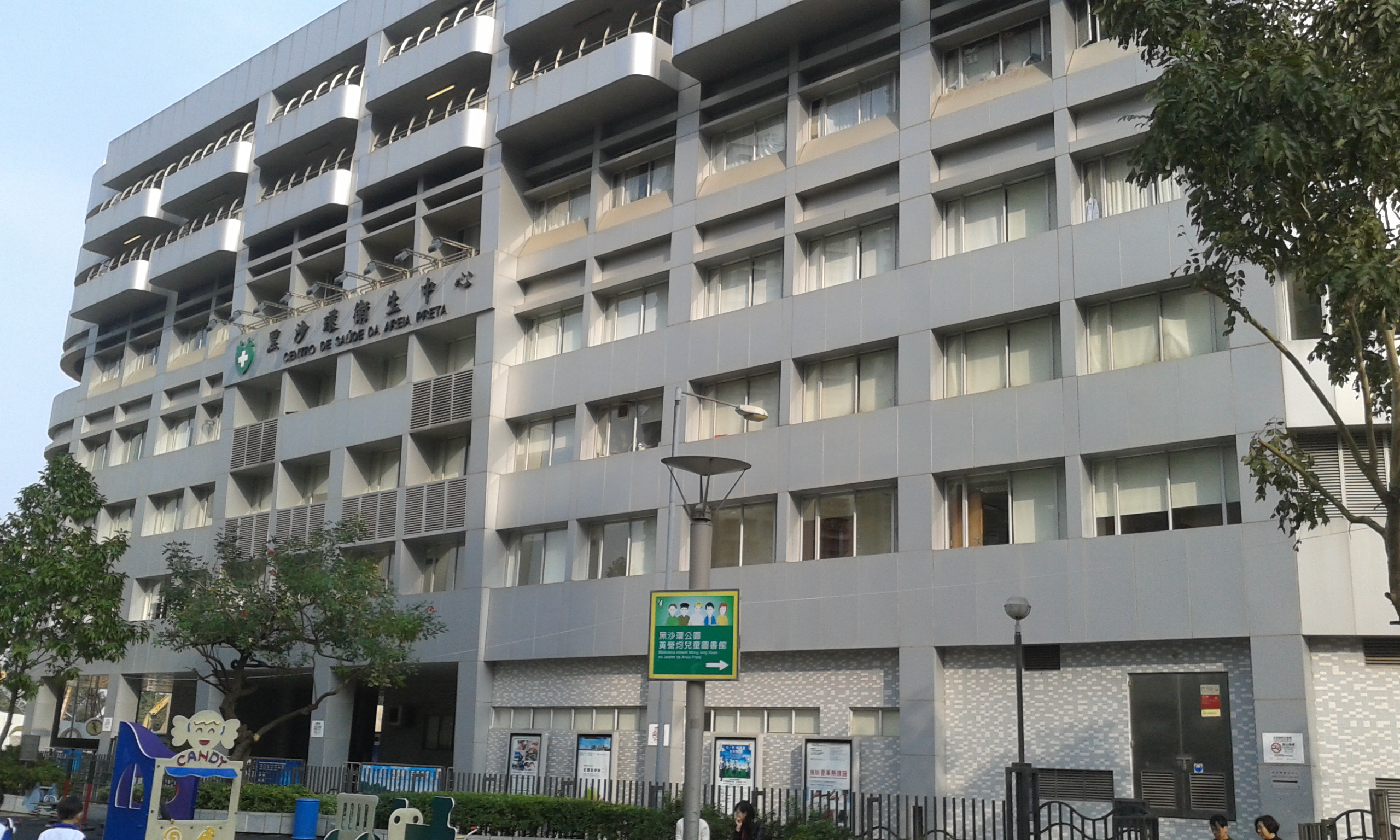
黑沙環衛生中心
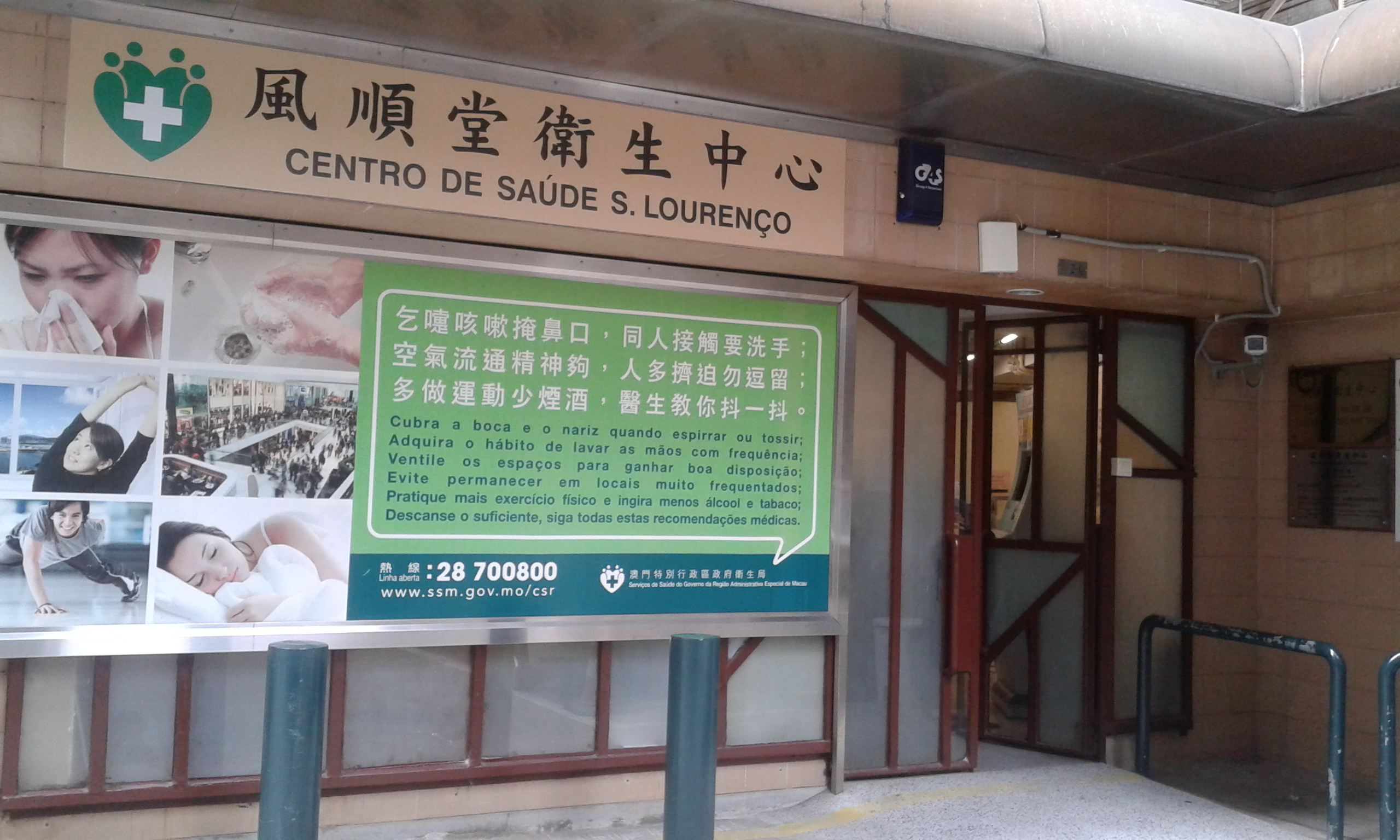
風順堂衛生中心 （已停運）
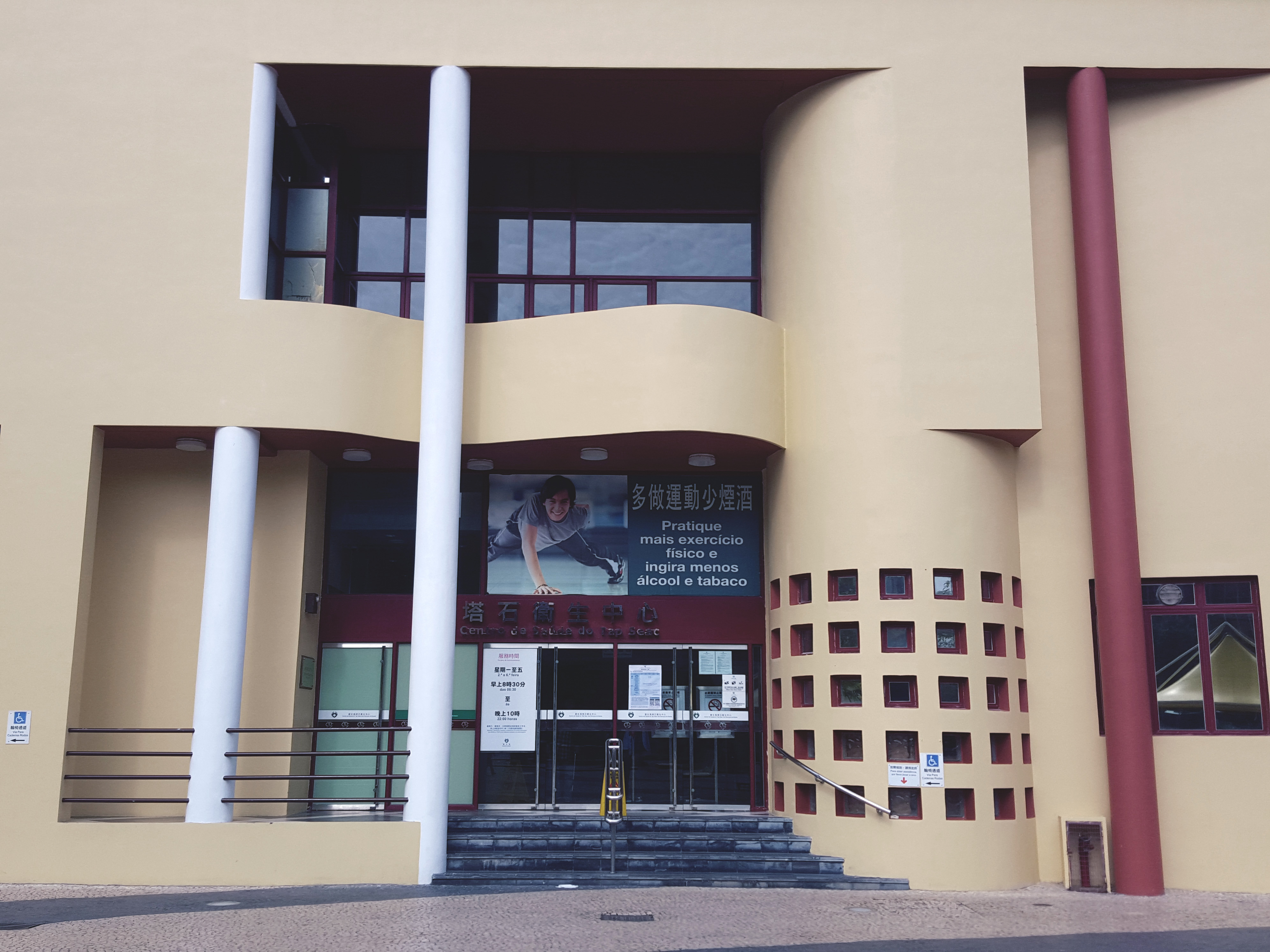
塔石衛生中心
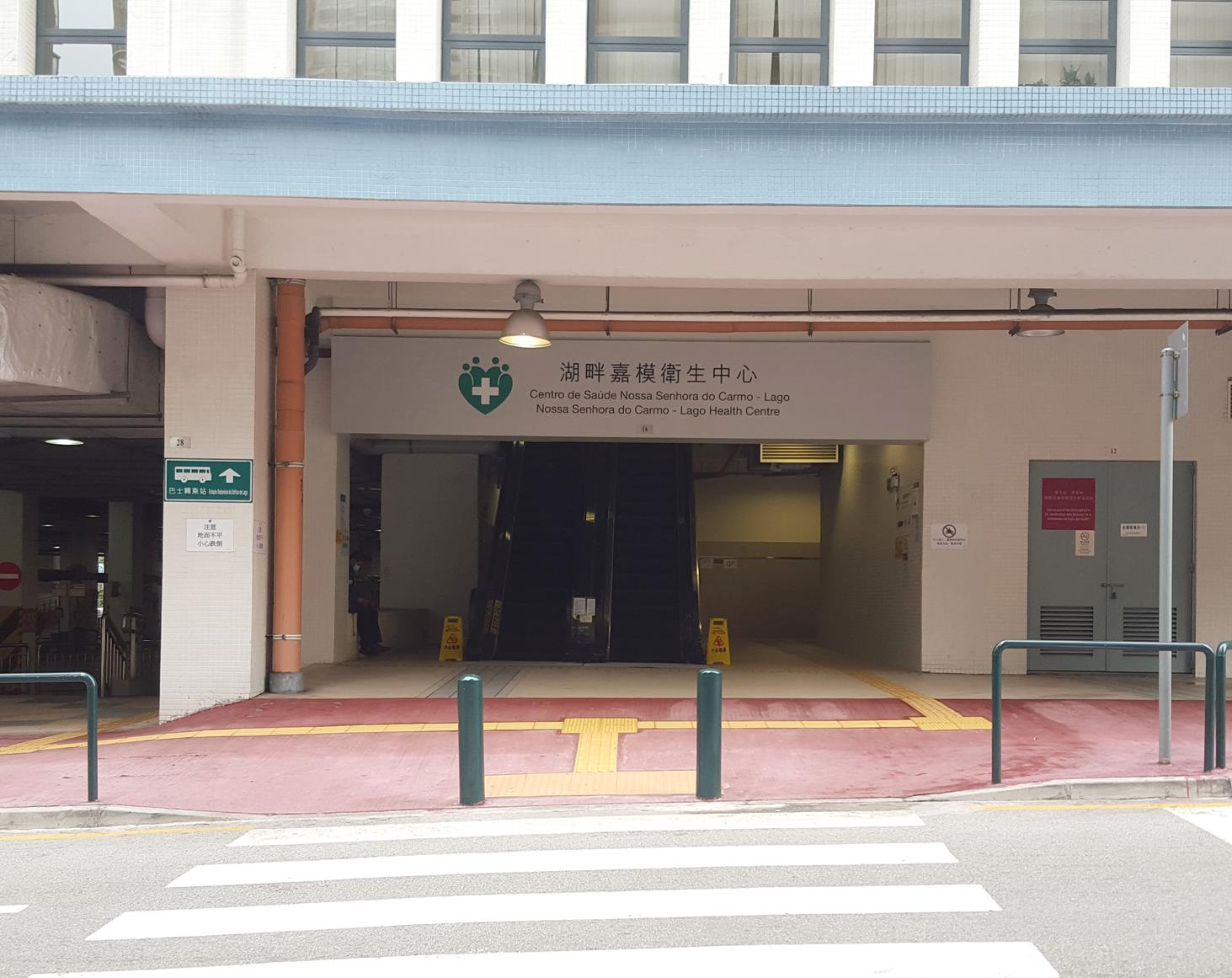
湖畔嘉模衛生中心
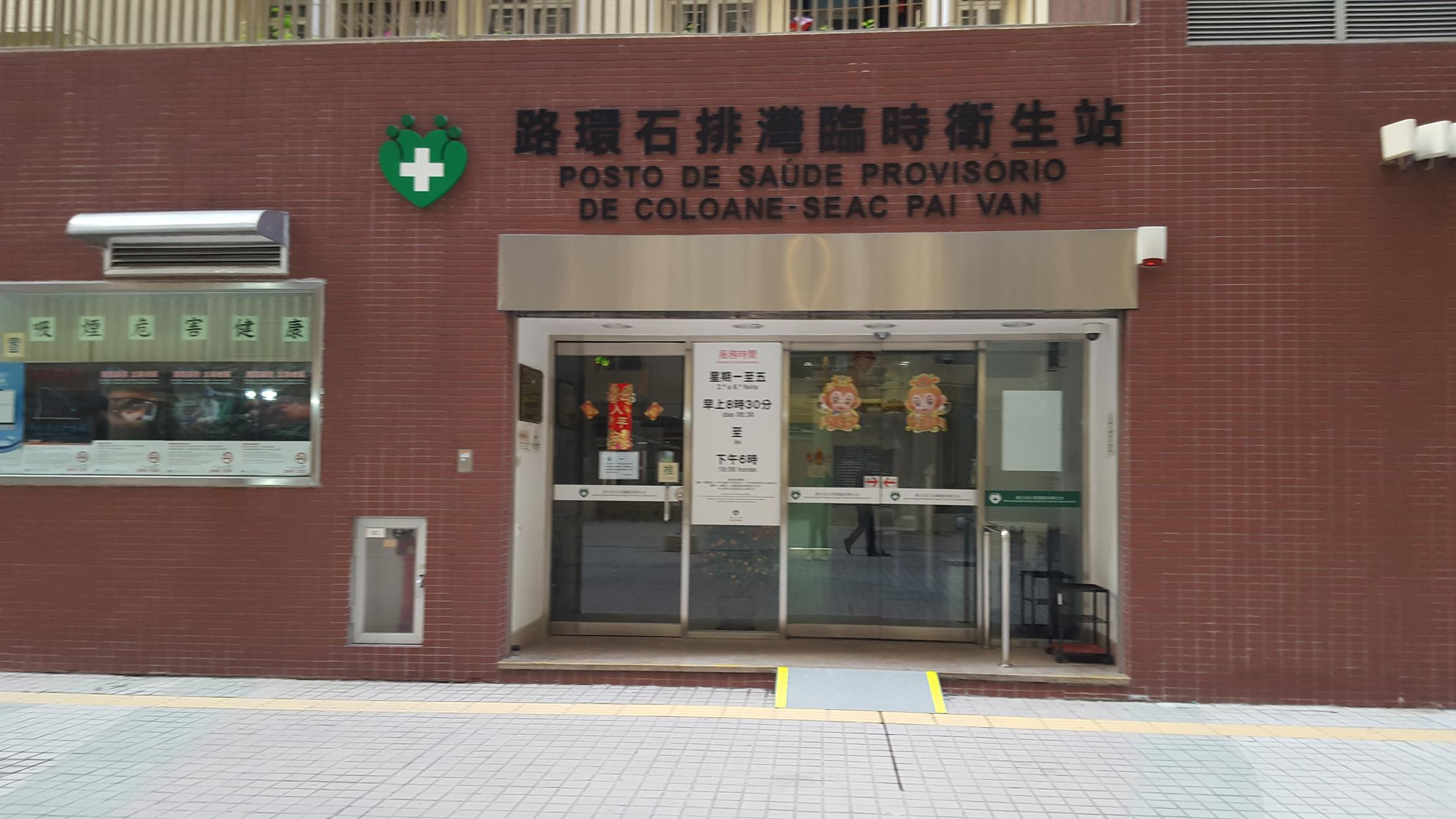
路環石排灣臨時衛生站（已停運）
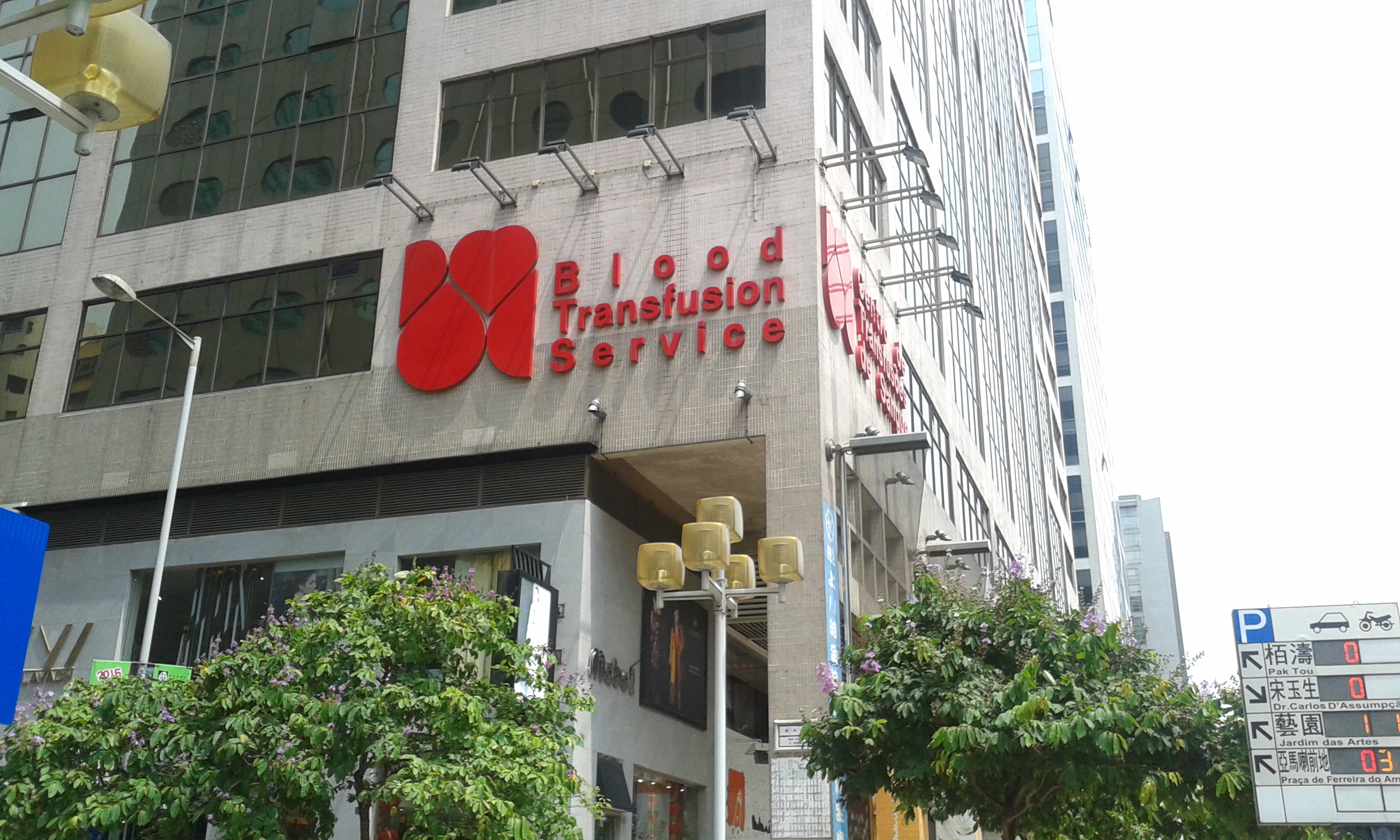
捐血中心